# Bexbach
Bexbach település Németországban, azon belül Saar-vidék tartományban. Lakosainak száma 17 663 fő (2023. december 31.).

## Népesség
A település népességének változása:
| Lakosok száma | 20 126 | 18 086 | 17 683 | 17 577 | 17 482 | 17 642 | 17 663 |
|               | 1975   | 2010   | 2017   | 2019   | 2021   | 2022   | 2023   |